# Christopher Smith (député)
Pour les articles homonymes, voir Christopher Smith et Smith.
Christopher Smith (vers 1510 – 1589) est un homme politique britannique. Il est le fils de Robert Smith of Waltham, Lincolnshire. Il a été membre du Parlement d'Angleterre pour Saltash en 1547, Bridport en octobre 1553 et St. Albans en 1559. En 1545, il est nommé clerk of the Exchequer ; et Clerk of the Pipe en 1551, fonction qu'il occupe jusqu'à sa mort. Il a également été juge de paix pour Hertfordshire de 1562 à sa mort.
Il se marie avec Margaret, fille de John Hyde d'Aldbury, Hertfordshire.